# Wilhelm von Hanno
Andreas Friedrich Wilhelm von Hanno (15. december 1826 i Hamburg – 12. december 1882 i Kristiania) var en norsk arkitekt.
Sin første uddannelse fik von Hanno af Hamburg-arkitekten Chateauneuf og arkitekturmaleren Gensler. Senere lærte han billedhuggerkunsten i Köln under professor Mohr og Köln-Domens Bygmester Zwirner. 1850 kom han til Kristiania, hvor opførelsen af Trefoldighedskirken efter hans forrige lærer Chateauneufs planer og tegninger straks blev overdraget ham. Den dygtighed, hvormed han udførte dette hverv, henledede opmærksomheden på ham og skaffede ham så megen sysselsættelse, at han besluttede at tage fast ophold i Kristiania, hvor der dengang udfoldedes en livlig byggevirksomhed.
Sammen med den ældre H. Schirmer opførte han således den tidligere hovedstationsbygning for Eidsvoldsbanen i gotisk stil. I fællesskab overtog de også restaurationen af Gamle Akers Kirke, en af Norges ældste levninger fra middelalderen, og flere af de statelige privatbygninger i Kristiania (bl.a. Hoppes og Peter Petersens gårde i Karljohansgade), som opførtes efter den store brand 1858, byggedes af dem, ligesom en hel del kirker og andre offentlige bygninger rundt om i landet opførtes efter deres udkast (Reknæs Hospital ved Molde, Børsen og Realskolen i Trondhjem).
Fra 1862 ophørte fællesskabet med Schirmer, og von Hanno virkede siden som en af de mest søgte Kristiania-arkitekter både i det offentliges og det privates tjeneste (Grønlands Kirke, bygningerne for den geografiske opmåling, Kunstforeningen og Kunstindustrimuseet, det militære samfund, Handelsstandens Forening og flere — alle i nåværende Oslo). Ved siden af sin arkitektvirksomhed drev han også et stenhuggeri, hvorfra flere monumenter er udgåede, således Meridianstøtten ved Hammerfest og flere gravmindesmærker. Han var tillige en dygtig arkitekturmaler og en søgt tegnelærer.